# Chiesa di Norvegia

Diocesi della Chiesa di Norvegia

Stati con Chiese appartenenti alla Comunione di Porvoo. Le Chiese della Comunione anglicana sono contrassegnate da nomi in blu o viola, le Chiese luterane del nord da nomi rossi

La Chiesa di Norvegia (Den norske kirke in Bokmål o Den norske kyrkja in Nynorsk), dal 1º gennaio 2017 Chiesa del Popolo, è la Chiesa più diffusa nel Regno di Norvegia, alla quale appartiene il 77% (2012) della popolazione del paese scandinavo. È una chiesa luterana facente parte della Comunione di Porvoo, e in quanto tale in piena comunione con le chiese anglicane europee. Circa il 3% dei membri di chiesa frequenta il culto ogni domenica. Dal 1º gennaio 2017 la Chiesa di Norvegia ha cessato di essere la religione di stato dopo 500 anni.

## Struttura organizzativa
Il capo costituzionale della Chiesa è il re di Norvegia, che è obbligato a professare la fede luterana. La Chiesa di Norvegia è soggetta alla legislazione, compresi i suoi bilanci, e le sue funzioni amministrative centrali sono svolte dal ministero reale della pubblica amministrazione, della riforma e degli Affari Ecclesiastici.
La Chiesa ha una struttura episcopale-sinodale, con 1.284 parrocchie, 106 decanati, 11 diocesi e dal 2 novembre 2011, una zona sotto la supervisione del vescovo presiede, attualmente Helga Haugland Byfuglien. Le diocesi sono:
| Diocesi                     | Sede         | Cattedrale                 | Vescovo titolare     |
| --------------------------- | ------------ | -------------------------- | -------------------- |
| Diocesi di Bjørgvin         | Bergen       | Cattedrale di Bergen       | Halvor Nordhaug      |
| Diocesi di Sør-Hålogaland   | Bodø         | Cattedrale di Bodø         | Tor Berger Jørgensen |
| Diocesi di Borg             | Fredrikstad  | Cattedrale di Fredrikstad  | Atle Sommerfeldt     |
| Diocesi di Hamar            | Hamar        | Cattedrale di Hamar        | Solveig Fiske        |
| Diocesi di Agder e Telemark | Kristiansand | Cattedrale di Kristiansand | Stein Reinertsen     |
| Diocesi di Møre             | Molde        | Cattedrale di Molde        | Ingeborg Midttømme   |
| Diocesi di Oslo             | Oslo         | Cattedrale di Oslo         | Ole Christian Kvarme |
| Diocesi di Stavanger        | Stavanger    | Cattedrale di Stavanger    | Erling J. Pettersen  |
| Diocesi di Tunsberg         | Tønsberg     | Cattedrale di Tønsberg     | Laila Riksaasen Dahl |
| Diocesi di Nord-Hålogaland  | Tromsø       | Cattedrale di Tromsø       | Per Oskar Kjølaas    |
| Diocesi di Nidaros          | Trondheim    | Cattedrale di Nidaros      | Tor Singsaas         |